# Mindhunter
Mindhunter (z ang. dosłownie: Łowca umysłów) – amerykański serial telewizyjny wyprodukowany przez Denver and Delilah, Jen X Productions, Inc. oraz Panic Pictures/No. 13, będący luźną adaptacją książki Mindhunter. Tajemnice elitarnej jednostki FBI autorstwa Marka Olshakera i Johna E. Douglasa. Wszystkie odcinki pierwszej serii zostały udostępnione 13 października 2017 roku na platformie internetowej Netflix.

## Fabuła
Serial opowiada o pracy agentów specjalnych FBI Holdena Forda i Billa Tencha, którzy w 1977 roku nawiązują współpracę w celu opracowania metod ścigania seryjnych morderców i analizy przyczyn popełnionych przez nich zbrodni.

## Obsada
- Jonathan Groff jako Holden Ford[3]
- Holt McCallany jako Bill Tench[4]
- Anna Torv jako Wendy Carr[5][6]
- Hannah Gross jako Debbie Mitford[6]
- Cotter Smith jako Shepard[6]

## Odcinki
| Seria | Odcinki | Oryginalna i polska emisja w Netflix | Oryginalna i polska emisja w Netflix |
| Seria | Odcinki | Premiera serii                       | Koniec serii                         |
| ----- | ------- | ------------------------------------ | ------------------------------------ |
| 1     | 10      | 13 października 2017                 | 13 października 2017                 |
| 2     | 9       | 16 sierpnia 2019                     | 16 sierpnia 2019                     |

### Sezon 1 (2017)
| Nr | #  | Tytuł      | Reżyseria       | Scenariusz                    | Premiera Netflix     | Premiera Netflix Polska |
| -- | -- | ---------- | --------------- | ----------------------------- | -------------------- | ----------------------- |
| 1  | 1  | Episode 1  | David Fincher   | Joe Penhall                   | 13 października 2017 | 13 października 2017    |
| 2  | 2  | Episode 2  | David Fincher   | Joe Penhall                   | 13 października 2017 | 13 października 2017    |
| 3  | 3  | Episode 3  | Asif Kapadia    | Joe Penhall, Ruby Rae Spiegel | 13 października 2017 | 13 października 2017    |
| 4  | 4  | Episode 4  | Asif Kapadia    | Joe Penhall, Dominic Orlando  | 13 października 2017 | 13 października 2017    |
| 5  | 5  | Episode 5  | Tobias Lindholm | Jennifer Haley                | 13 października 2017 | 13 października 2017    |
| 6  | 6  | Episode 6  | Tobias Lindholm | Joe Penhall, Tobias Lindholm  | 13 października 2017 | 13 października 2017    |
| 7  | 7  | Episode 7  | Andrew Douglas  | Joe Penhall, Jennifer Haley   | 13 października 2017 | 13 października 2017    |
| 8  | 8  | Episode 8  | Andrew Douglas  | Erin Levy, Jennifer Haley     | 13 października 2017 | 13 października 2017    |
| 9  | 9  | Episode 9  | David Fincher   | Carly Wray, Jennifer Haley    | 13 października 2017 | 13 października 2017    |
| 10 | 10 | Episode 10 | David Fincher   | Joe Penhall, Jennifer Haley   | 13 października 2017 | 13 października 2017    |

### Sezon 2 (2019)
| Nr | # | Tytuł     | Reżyseria      | Scenariusz                                                   | Premiera Netflix | Premiera Netflix Polska |
| -- | - | --------- | -------------- | ------------------------------------------------------------ | ---------------- | ----------------------- |
| 11 | 1 | Episode 1 | David Fincher  | Doug Jung, Joshua Donen, Courtenay Miles                     | 16 sierpnia 2019 | 16 sierpnia 2019        |
| 12 | 2 | Episode 2 | David Fincher  | Doug Jung, Joshua Donen, Courtenay Miles                     | 16 sierpnia 2019 | 16 sierpnia 2019        |
| 13 | 3 | Episode 3 | David Fincher  | Joshua Donen, Courtenay Miles, Phillip Howze                 | 16 sierpnia 2019 | 16 sierpnia 2019        |
| 14 | 4 | Episode 4 | Andrew Dominik | Joshua Donen, Courtenay Miles, Jason Johnson, Colin J. Louro | 16 sierpnia 2019 | 16 sierpnia 2019        |
| 15 | 5 | Episode 5 | Andrew Dominik | Pamela Cederquist, Liz Hannah                                | 16 sierpnia 2019 | 16 sierpnia 2019        |
| 16 | 6 | Episode 6 | Carl Franklin  | Joshua Donen, Courtenay Miles, Courtenay Miles               | 16 sierpnia 2019 | 16 sierpnia 2019        |
| 17 | 7 | Episode 7 | Carl Franklin  | Joshua Donen, Courtenay Miles, Liz Hannah                    | 16 sierpnia 2019 | 16 sierpnia 2019        |
| 18 | 8 | Episode 8 | Carl Franklin  | Joshua Donen, Courtenay Miles, Alex Metcalf                  | 16 sierpnia 2019 | 16 sierpnia 2019        |
| 19 | 9 | Episode 9 | Carl Franklin  | Joshua Donen, Courtenay Miles, Shaun Grant                   | 16 sierpnia 2019 | 16 sierpnia 2019        |

## Produkcja
23 grudnia 2015 roku platforma Netflix zamówiła pierwszą serię serialu. W marcu 2016 roku poinformowano, że główne role zagrają: Jonathan Groff, Anna Torv i Holt McCallany. 30 listopada 2017 Netflix przedłużył serial o drugi sezon.

## Nagrody

### Satelity
2018
- Satelita - Najlepszy aktor w serialu dramatycznym  Jonathan Groff[29]